# Bouclard éditions
Bouclard Éditions est une maison d'édition fondée à Nantes en 2018 par Clément Le Priol, Thierry Fétiveau et Benjamin Reverdy,.
Elle édite la revue du même nom, propose la réédition de textes « oubliés » (dont par exemple des titres de Roger Riffard,,,) et édite des textes contemporains,,.